# Chnootriba
Chnootriba é um género de besouro pertencente à família Coccinellidae.
As espécies deste género podem ser encontradas na Europa e em África.
Espécies:
- Chnootriba elaterii
- Chnootriba pavonia (Olivier, 1808)